# 日本社会福祉系学会連合
日本社会福祉系学会連合（にほんしゃかいふくしけいがっかいれんごう　Japanese Association of Social Welfare Academic Societies:JASWAS）は、日本社会福祉学会、日本地域福祉学会、日本キリスト教社会福祉学会、社会事業史学会、日本ソーシャルワーク学会など社会福祉学に関連する22の諸学会から構成される組織である。
主な活動　日本学術会議社会学委員会社会福祉学分科会への協力、日本の社会福祉系の諸学会の活性化、交流と連携、研究条件向上のための社会的活動などである。災害対策などのアーカイブは学術的研究関連から調査統計関連、および対策・啓発含めた様々な資料が収集されている。会長は木原活信（同志社大学教授）。事務局は、 〒162-0801　東京都新宿区山吹町358-5　アカデミーセンター